# Türkische Botschaft Bukarest
Die Türkische Botschaft Bukarest (offiziell: „Botschaft der Republik Türkei Bukarest“; „Türkiye Cumhuriyeti Bükreş Büyükelçiliği“ oder „T.C. Bükreş Büyükelçiliği“) ist die höchste diplomatische Vertretung der Republik Türkei in Rumänien. Seit 2011 residiert Ömür Şölendil als Botschafter der Republik Türkei in dem Botschaftsgebäude.
Die diplomatischen Beziehungen zwischen Rumänien und dem Osmanischen Reich gehen auf das Jahr 1878 zurück. 
Das Botschaftsgebäude sowie die Botschaftsresidenz befinden sich auf einem 3200 Quadratmeter großen Grundstück in zentraler Lage von Bukarest. Die Botschaftsresidenz wurde um 1900 gebaut und im Oktober 1934 gekauft.